# フィリップ・ハンバー
フィリップ・グレゴリー・ハンバー（Philip Gregory Humber, [ˈʌmbər]；1982年12月21日 - ）は、アメリカ合衆国・テキサス州ナカドーチェス郡ナカドーチェス出身の元プロ野球選手（投手）。右投右打。

## 経歴

### プロ入り前
2001年、MLBドラフト29巡目（全体875位）でニューヨーク・ヤンキースから指名を受けるが、入団せずにライス大学へ進学した。

### メッツ時代
2004年、MLBドラフト1巡目（全体3位）でニューヨーク・メッツから指名され、プロ入り。
2006年9月24日のワシントン・ナショナルズ戦でメジャーデビューした。

### ツインズ時代

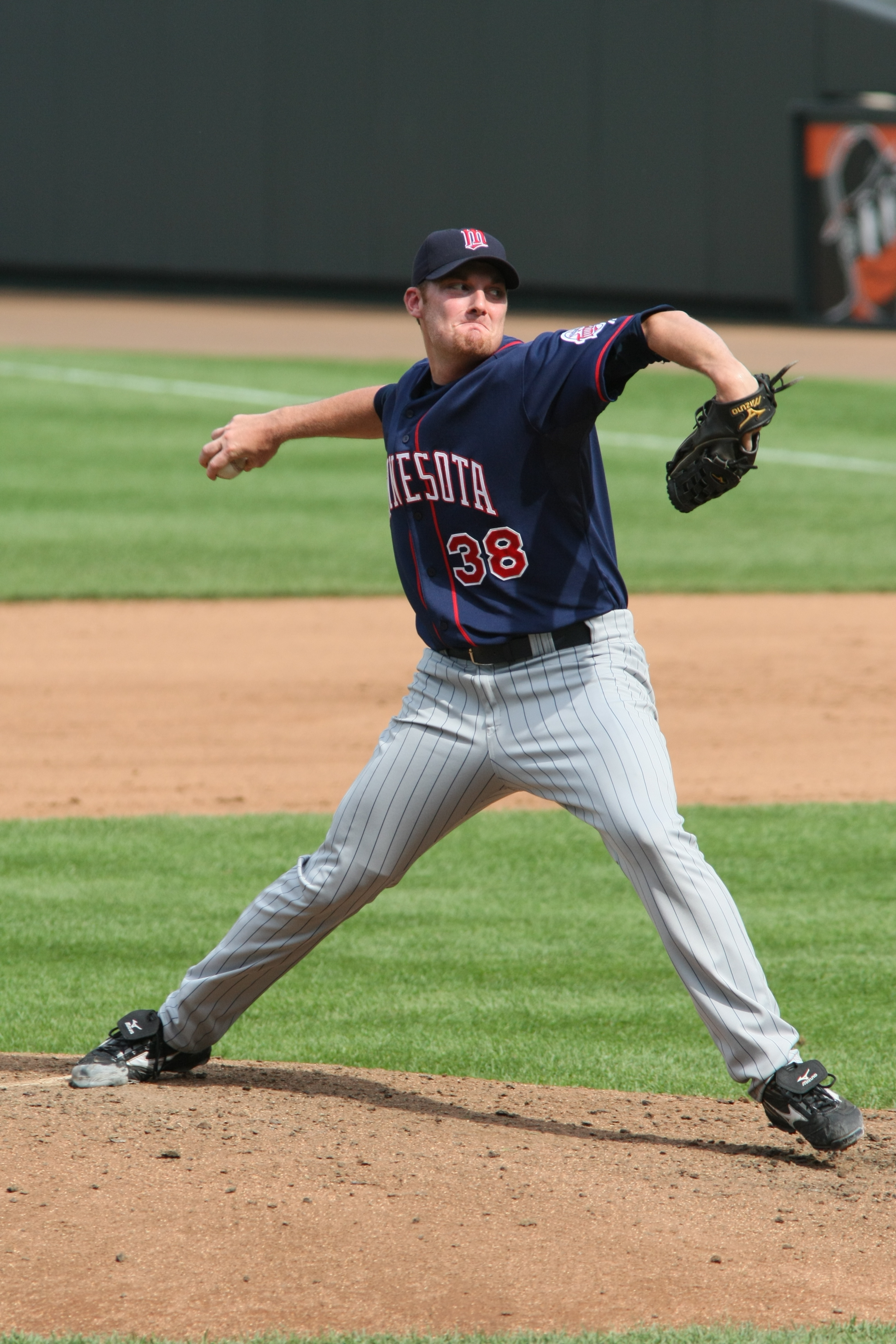
ミネソタ・ツインズ時代
（2008年9月14日）

2008年2月2日にヨハン・サンタナとのトレードで、デオリス・ゲラ、ケビン・マルベイ、カルロス・ゴメスと共にミネソタ・ツインズへ移籍した。

### ロイヤルズ時代
2009年12月15日にカンザスシティ・ロイヤルズとマイナー契約を結んだ。
2010年8月25日のデトロイト・タイガース戦でメジャー初勝利を記録した。

### ホワイトソックス時代
2011年にシカゴ・ホワイトソックスへ移籍すると、先発に転向し9勝9敗、防御率3.75と自己最高の成績を挙げる。
2012年4月21日のシアトル・マリナーズ戦（セーフコ・フィールド）でMLB史上21人目の完全試合を達成した。9回二死フルカウントからの最後の球はワンバウンドで逸れたが、打者のハーフスイングが認められ、空振り三振で試合終了。しかし、その後は不振で防御率6点台に終わった。

### アストロズ時代

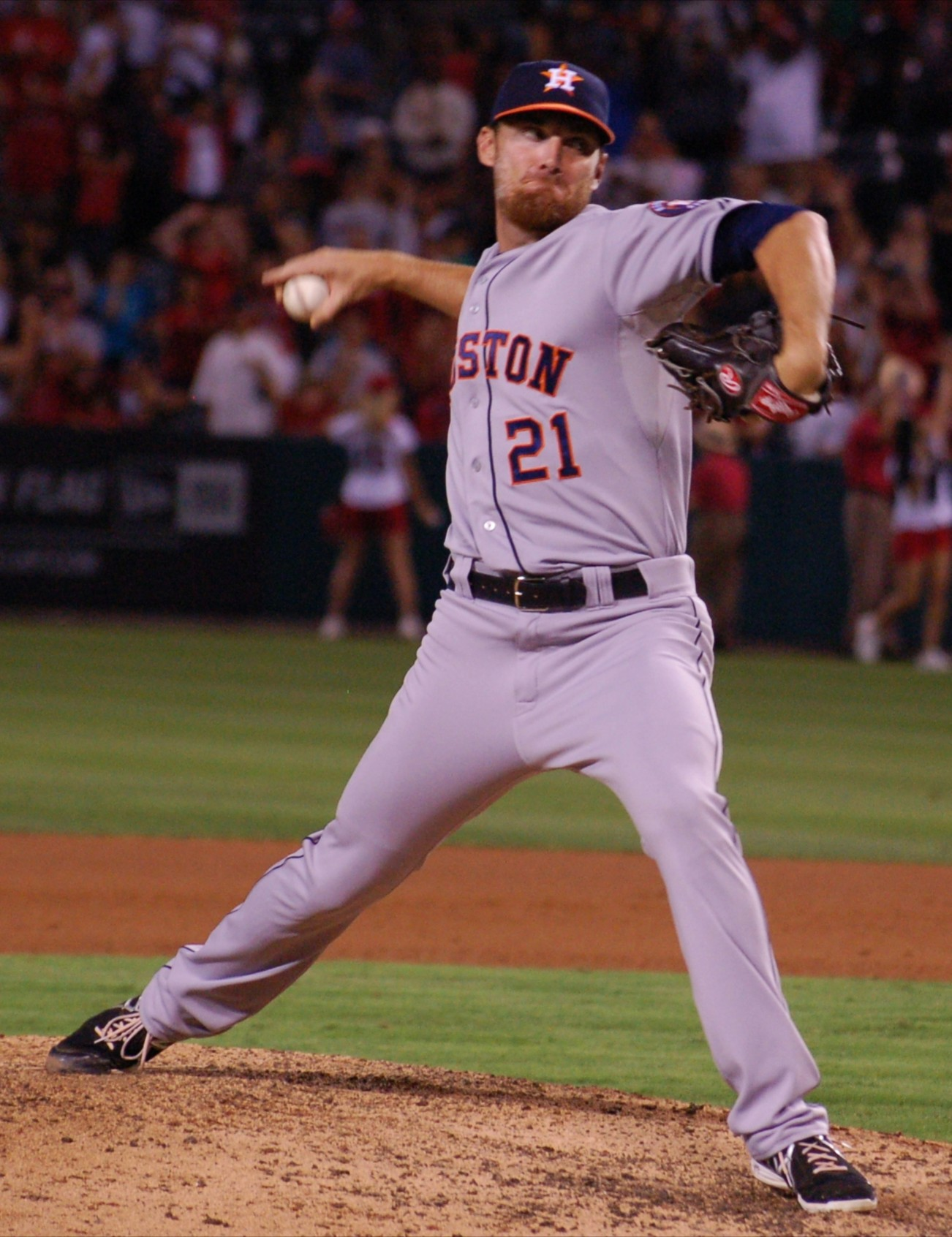
ヒューストン・アストロズ時代
（2013年8月17日）

2012年11月30日にウェイバーでヒューストン・アストロズへ移籍した。それと同時に、1年80万ドル（2年目は300万ドルのオプション）で契約延長した。
2013年は開幕から先発ローテーション入りするも、5月11日のテキサス・レンジャーズ戦で敗戦投手となり、1勝もできず0勝8敗、防御率9.59という結果に終わり、翌12日にDFAとなる。その後は傘下のAAA級オクラホマシティ・レッドホークスでプレー後、ウェズリー・ライトがタンパベイ・レイズへ移籍したことに伴い、再びアストロズと契約。11月4日、アストロズは300万ドルという2014年度の契約を破棄し、50万ドルの違約金を払ってハンバーを再び放出した。

### アスレチックス傘下時代
2013年11月2日にオークランド・アスレチックスとマイナー契約を結んだ。スプリングトレーニングには、招待選手として出場する。
2014年は、傘下のAAA級サクラメント・リバーキャッツでプレーした。この年は、メジャーでは登板する事は無かった。オフにFAとなった。

### 韓国球界時代
2014年12月7日、韓国の起亜タイガースと契約した。
2015年7月20日に成績不振でウェーバー公示され退団した。

### 現役引退
2015年12月10日にサンディエゴ・パドレスとマイナー契約を結んだ。オフはドミニカ共和国のウィンターリーグでプレー。
スプリングトレーニング中の2016年3月29日に現役引退が発表された。

## 詳細情報

### 年度別投手成績
| 年 度    | 球 団    | 登 板 | 先 発 | 完 投 | 完 封 | 無 四 球 | 勝 利 | 敗 戦 | セ 丨 ブ | ホ 丨 ル ド | 勝 率 | 打 者 | 投 球 回 | 被 安 打 | 被 本 塁 打 | 与 四 球 | 敬 遠 | 与 死 球 | 奪 三 振 | 暴 投 | ボ 丨 ク | 失 点 | 自 責 点 | 防 御 率 | W H I P |
| -------- | -------- | ----- | ----- | ----- | ----- | -------- | ----- | ----- | -------- | ----------- | ----- | ----- | -------- | -------- | ----------- | -------- | ----- | -------- | -------- | ----- | -------- | ----- | -------- | -------- | ------- |
| 2006     | NYM      | 2     | 0     | 0     | 0     | 0        | 0     | 0     | 0        | 0           | ----  | 7     | 2.0      | 0        | 0           | 1        | 0     | 0        | 2        | 0     | 0        | 0     | 0        | 0.00     | 0.50    |
| 2007     | NYM      | 3     | 1     | 0     | 0     | 0        | 0     | 0     | 0        | 0           | ----  | 32    | 7.0      | 9        | 1           | 2        | 0     | 0        | 2        | 0     | 0        | 6     | 6        | 7.71     | 1.57    |
| 2008     | MIN      | 5     | 0     | 0     | 0     | 0        | 0     | 0     | 0        | 0           | ----  | 50    | 11.2     | 11       | 4           | 5        | 0     | 1        | 6        | 0     | 0        | 6     | 6        | 4.63     | 1.37    |
| 2009     | MIN      | 8     | 0     | 0     | 0     | 0        | 0     | 0     | 0        | 0           | ----  | 50    | 9.0      | 17       | 1           | 9        | 2     | 0        | 9        | 1     | 0        | 8     | 8        | 8.00     | 2.89    |
| 2010     | KC       | 8     | 1     | 0     | 0     | 0        | 2     | 1     | 0        | 1           | .667  | 94    | 21.2     | 22       | 1           | 7        | 2     | 1        | 16       | 2     | 0        | 10    | 10       | 4.15     | 1.34    |
| 2011     | CWS      | 28    | 26    | 0     | 0     | 0        | 9     | 9     | 0        | 0           | .500  | 676   | 163.0    | 151      | 14          | 41       | 2     | 6        | 116      | 9     | 1        | 71    | 68       | 3.75     | 1.18    |
| 2012     | CWS      | 26    | 16    | 1     | 1     | 1        | 5     | 5     | 0        | 0           | .500  | 462   | 102.0    | 113      | 23          | 44       | 1     | 4        | 85       | 9     | 0        | 74    | 73       | 6.44     | 1.54    |
| 2013     | HOU      | 17    | 7     | 0     | 0     | 0        | 0     | 8     | 0        | 0           | .000  | 259   | 54.2     | 75       | 9           | 20       | 1     | 1        | 36       | 5     | 1        | 48    | 48       | 7.90     | 1.74    |
| 2015     | 起亜     | 12    | 11    | 0     | 0     | 0        | 3     | 3     | 0        | 0           | .500  | 244   | 50.2     | 62       | 11          | 32       | 0     | 5        | 35       | 6     | 0        | 38    | 38       | 6.75     | 1.85    |
| MLB：8年 | MLB：8年 | 97    | 51    | 1     | 1     | 1        | 16    | 23    | 0        | 1           | .410  | 1630  | 371.0    | 398      | 53          | 129      | 8     | 13       | 272      | 26    | 2        | 223   | 219      | 5.31     | 1.42    |
| KBO：1年 | KBO：1年 | 12    | 11    | 0     | 0     | 0        | 3     | 3     | 0        | 0           | .500  | 244   | 50.2     | 62       | 11          | 32       | 0     | 5        | 35       | 6     | 0        | 38    | 38       | 6.75     | 1.85    |

### 記録
- 完全試合：1回（2012年4月21日、対シアトル・マリナーズ戦）※史上21人目

### 背番号
- 49（2006年 - 2007年）
- 38（2008年 - 2009年）
- 59（2010年、2013年途中 - 同年終了、2015年）
- 41（2011年 - 2012年）
- 21（2013年 - 同年途中）